# Сірдар (військове звання)
Звання Сірдар (араб. سردار) — варіант Сардар — було присвоєно британському Головнокомандувачу британсько-контрольованої Єгипетської армії наприкінці 19-го та на початку 20-го століть. Сірдар проживав у Сірдарії, триквартальному маєтку в Замалек, який також був домом британської військової розвідки в Єгипет.
| № | Портрет | Сірдар                 | Початок на посаді | Кінець на посаді  | Час на посаді      | Примітки                   |
| - | ------- | ---------------------- | ----------------- | ----------------- | ------------------ | -------------------------- |
| 1 |         | Сер Евелін Вуд         | 21 грудня 1882    | 31 березня 1885   | 2 роки             |                            |
| 2 |         | Лорд Ґренфелл          | 19 квітня 1886    | 12 квітня 1892    | 6 років            |                            |
| 3 |         | Лорд Кітченер          | 13 квітня 1892    | 1899              | 7 років            |                            |
| 4 |         | Сер Реджинальд Вінґейт | 1899              | 1916              | 17 років           | Найдовший термін на посаді |
| 5 |         | Сер Лі Стек            | 1916              | 20 листопада 1924 | 8 років            | Помер на посаді            |
| 6 |         | Сер Чарльтон Спінкс    | Листопад 1924     | 12 січня 1937     | 12 років, 2 місяці |                            |